# Slic3r
Slic3r er en 3D slicing engine for 3D-printere, som er fri software.
Slic3r genererer G-code fra 3D CAD filer (STL eller OBJ).  Når Slic3r er færdig, er en passende G-code fil dannet til produktion af 3D-modellens dele eller objekt. G-code filen kan sendes til 3D-printeren til fremstilling af det fysiske objekt.
I 2013 understøttede omkring halvdelen af 3D-printerne testet af Make Magazine slic3r.